# Pablo Mondello
Pablo Mondello (Buenos Aires, Argentina, 30 de diciembre de 1966) es músico de rock argentino. Es conocido por ser guitarrista de la banda skate punk y rock alternativo, llamada Massacre desde el año 1989.

## Biografía

### Comienzos
Antes de integrar bandas  Delay (1987) y  Massacre Palestina (1989) Mondello estudió y se recibió de médico psiquiatra, profesión que aun ejerce en la actualidad.
Comenzó en el mundo de la música con el grupo Delay, junto a Walter Meza; actual vocalista de Horcas.

### Massacre
En 1989, Mondello ingresa a Massacre Palestina para ocuparse de la guitarra principal, ya que el guitarrista original de la formación, Guillermo «Walas» Cidade; pasaría a ser el vocalista de la banda, tras la salida del anterior cantante del grupo Richard Serafini.
Tras rebautizarse simplemente como Massacre (tras el ataque terrorista a la embajada de Israel en 1992); Mondello ha participado en la grabación de ocho trabajos de estudio, tres Eps y dos materiales en vivo con esa formación.
En septiembre de 2012, la edición argentina de la Rolling Stone, consideró a Mondello, como el 22º mejor guitarrista del rock argentino.

Refinado guitarrista atmosférico y profesional de los pedales de efectos, su estilo se basa en combinar una delicada sensibilidad para crear decorados musicales de tonos cinematográficos, y además puntear como si sólo para eso hubieran sido hechos sus dedos.
Rolling Stone.